# Вилмор (Кентаки)
Вилмор (енгл. Wilmore) град је у америчкој савезној држави Кентаки.

## Демографија
По попису из 2010. године број становника је 3.686, што је 2.219 (-37,6%) становника мање него 2000. године.
| Група             | 2000.         | 2010.         |
| Белци             | 5.526 (93,6%) | 3.310 (89,8%) |
| Афроамериканци    | 114 (1,9%)    | 83 (2,3%)     |
| Азијати           | 123 (2,1%)    | 176 (4,8%)    |
| Хиспаноамериканци | 77 (1,3%)     | 63 (1,7%)     |
| Укупно            | 5.905         | 3.686         |